# إيزابيلا الأولى ملكة قشتالة
الملكة إيزابيلا الأولى (22 أبريل 1451 - 26 نوفمبر1504) ملكة صقلية (1469-1504) وملكة قشتالة وليون (1474-1504) ثم إسبانيا بعد وحدتها مع مملكة أراغون (1479-1504)، وملكة نابولي (1504)، كانت لقراراتها أثار في تاريخ الأندلس، ففي عهدها انتهت حروب الاسترداد بسقوط غرناطة، وأقرت بإجبار مسلمي ويهود إسبانيا على اعتناق المسيحية أو القتل أو الرحيل، وكانت من دعم رحلة كولومبوس في رحلته الاستكشافية التي أدت إلى وصوله لأمريكا.

## العائلة
سميت إيزابيلا ولي عهد تاج كاستيا من قبل أخيها غير الشقيق هنري الرابع ملك كاستيا وأصبحت ملكة كاستيا في 1469.

## قبل غزو غرناطة
كانت دراستها دينية كاثوليكية، في وقت كانت تسيطر على الكاثوليك في إسبانيا فكرة واحدة هي التخلص من المسلمين وطردهم خارج إسبانيا. أصبحت ملكة قشتالة عندما توفي أخيها هنري الرابع وتزوجت من فرناندو الثاني الأراجوني.

## الحملة على غرناطة
شنت مع زوجها حملة عسكرية للاستيلاء على مدينة غرناطة من حكامها بني الأحمر وكانت غرناطة آخر معاقل المسلمين في إسبانيا وبسقوط حكم أبو عبد الله عام 1492 انتهى الحكم الإسلامي في الأندلس، وقد أمرت الملكة إيزابيلا بإنشاء محاكم التفتيش بمعاونة الملك فيليب وبمراقبة توماس دي توركيمادا، المحاكم التي قامت بطرد ثلاثة ملايين من المسلمين، أما الذين لم يغادروا الأندلس بعد سقوطها، أجبروا على التحول للكاثوليكية. أطلق عليها البابا إسكندر السادس وزوجها، لقب الملوك الكاثوليك.

## ما بعد غرناطة
السياسة الداخلية:
- صارت اللغة القشتالية، في عهدها إلى أوجها، بكتابة معجم للغة في عهدها، لتصبح بعدها، اللغة الأسبانية المعروفة حاليا.

السياسة الخارجية:
- قامت بعد تردد (9 سنوات من الانتظار، كما ردت طلبه 3 مرات) بدعم كريستوفر كولمبوس إلى اكتشاف العالم الجديد. وتم تسمية مستوطنة باسمها هي لا إيزابيلا.
- كان أبرز مساعديها وأمين سرها (Confessor) بعد توركيماديا، غونزالو سيسنيروز.

## الحياة الخاصة
توفيت إيزابيلا عام 1504 بعد أن أنجبت ولدا وأربع بنات.
تزوج فرناندو الثاني بعدها من الصغيرة جيرمين من فوا الأميرة الفرنسية.
لم تستحم ملكة قشتالة في حياتها الا ثلاث مرات، منهم مرتين بدون إرادتها، مرة عند ولادتها، مرة عند زواجها، والاخيرة عند موتهاΩΏ

## مملكة إسبانيا
اندمج تاج أراغون مع تاج كاستيا لتتكون مملكة إسبانيا، أصبحت مملكة فالنسيا عضوا في الملكية الإسبانية.
اتحدت مملكة كاستيا ومملكة ليون مع مملكة أراجون واستطاع الملك فيرنانديو والملكة إيزابيلا، الاستيلاء على الممالك العربية في الأندلس الواحدة تلو الأخرى إلى أن سقطت في أيديهم غرناطة آخر قواعد المسلمين سنة 1492.

## استقرار إسبانيا
ضمنت الملكة إيزابيلا الاستقرار السياسي طويل الأجل في إسبانيا عن طريق ترتيب الزيجات الاستراتيجية لكل من أطفالها الخمسة. أولى بناتها إيزابيلا الصغيرة، تزوجت من أمير البرتغال أفونسو، لكنه مات في السادسة عشر من عمره من حادثة ركوب خيل، من ثم تزوجت مانويل الأول ملك البرتغال، ولكن سرعان ما ماتت إيزابيلا قبل ولادة ولي عهد البرتغال.
خوانا المجنونة، ابنة إيزابيلا الثانية، تزوجت من فيليب الوسيم، ملك بوهيميا (النمسا) والمعنون إلى التاج من الإمبراطور الروماني المقدس وقد كفل هذا التحالف مع الإمبراطورية الرومانية المقدسة الإقليم القوي، بعيدة المدى الذي أكد إسبانيا مستقبل الأمن السياسي.
تزوج خوان ابن إيزابيلا الأول والوحيد، من مارغريت دوقة سافوي، والحفاظ على علاقات مع عائلة هابسبورغ النمساوية، وعلى إسبانيا التي كانت تعتمد إلى حد بعيد.
تزوجت ماريا الابنة الرابعة لإيزابيلا، من مانويل الأول ملك البرتغال، وعززت الصلة التي أقامها زواج أختها البكر.
الطفل الخامس، كاثرين، تزوجت عام 1501م من آرثر، الأخ الأكبر للملك هنري الثامن، إلا أنها ترملت بعد ستة أشهر فقط، فتم تزويجها من هنري الثامن عام 1509م. أنجبت خمسة أطفال، توفوا كلهم أثناء الولادة عدا الطفلة ماري (والتي أصبحت الملكة ماري الأولى).
| سبقه آن من بريتاني | ملكة نابولي القرينة 1504 | تبعه جيرمين من فوا |

## وصيتها
دون كُتَّاب إيزابيلا يوم 12 من شهر أكتوبر سنة 1504م (أي قبل شهرين من وفاتها) وصية توصي فيها بالاستمرار في الحملات العدائية على المغرب العربي : «أوصي وأنصح وآمر بالطاعة النهائية للكنيسة الكاثوليكية والدفاع عنها دائما وأبدا بكل غال ونفيس من الأموال والأرواح وآمركم بعدم التردد في التخطيط لتنصير المغرب العربي وإفريقيا ونشر المسيحية فيهما ضمانا حقيقيا لكل استمرار كاثوليكي في جزيرة إيبيريا الصامدة، ومن أجل ذلك فالخير كل الخير لإسبانيا في أن يكون المغرب العربي مشتتا، جاهلا فقيرا مريضا على الدوام والاستمرار». تم نقل الوصية مترجمة إلى العربية من طرف الأستاذ علي الريسوني التطواني في كتابه «مغرب لا يقهر، ولكن».

## معرض صور

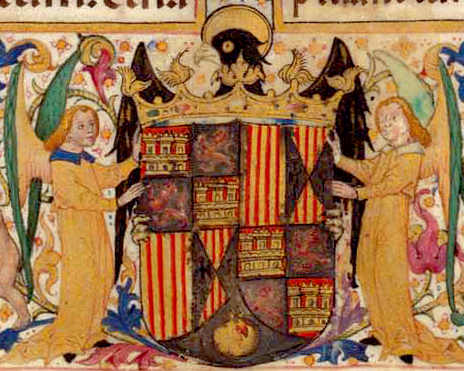

## اقرأ أيضا
تاريخ الملوك الكاثوليك لويليام بريسكوت بالإنجليزي.
كتاب تاريخ الملوك الكاثوليك  للمؤلف د خالد فارسي.
رسالة كولومبس عن رحلته الأولى

## وصلات خارجية
- إيزابيلا الأولى ملكة قشتالة على موقع الموسوعة البريطانية (الإنجليزية)
- إيزابيلا الأولى ملكة قشتالة على موقع إن إن دي بي (الإنجليزية)

1. ↑   https://capillarealgranada.com/los-reyes-fundadores/. اطلع عليه بتاريخ 2020-05-22. {{استشهاد ويب}}: |url= بحاجة لعنوان (مساعدة) والوسيط |title= غير موجود أو فارغ (من ويكي بيانات) (مساعدة)
2. ↑  "معلومات عن إيزابيلا الأولى ملكة قشتالة على موقع werelate.org". werelate.org. مؤرشف من الأصل في 2019-05-29.
3. ↑  "معلومات عن إيزابيلا الأولى ملكة قشتالة على موقع nla.gov.au". nla.gov.au. مؤرشف من الأصل في 2019-12-10.
4. ↑  "معلومات عن إيزابيلا الأولى ملكة قشتالة على موقع dbe.rah.es". dbe.rah.es. مؤرشف من الأصل في 2019-04-17.
5. ↑  Ana_María_Carabias_Torres. Las relaciones entre Portugal y Castilla en la época de los descubrimientos y la expansión colonial. Comissão Nacional para as Comemorações dos Descobrimentos Portugueses. ص. 72. مؤرشف من الأصل في 2020-07-24.
6. ↑  علي الريسوني. مغرب لا يقهر ولكن. ص. 19.